# Zschocken
Zschocken ist ein Ortsteil der Stadt Hartenstein in Sachsen. Er zeichnet sich vor allem durch seine zahlreichen historischen Bauerngüter aus und galt, bis zur Eingemeindung in die Stadt Hartenstein, mit einer Fläche von 16,5 km² und einer Länge von über 7 km als das größte Bauerndorf des Erzgebirges.

## Geschichte
1219 erfolgte die erste urkundliche Erwähnung. Der Ort war ursprünglich in Ober- und Niederzschocken geteilt und gehörte anteilig zu den Herrschaften Wildenfels und zum schönburgischen Amt Hartenstein. Zeitweise gehörten Teile Zschockens auch zum Besitz des Klösterleins Zelle und des Klosters Grünhain. Zschocken kam erst 1880 vollständig zur Amtshauptmannschaft Zwickau und später zum Landkreis Zwickau. 1996 fand die Eingemeindung in die Stadt Hartenstein statt.

## Sehenswürdigkeiten

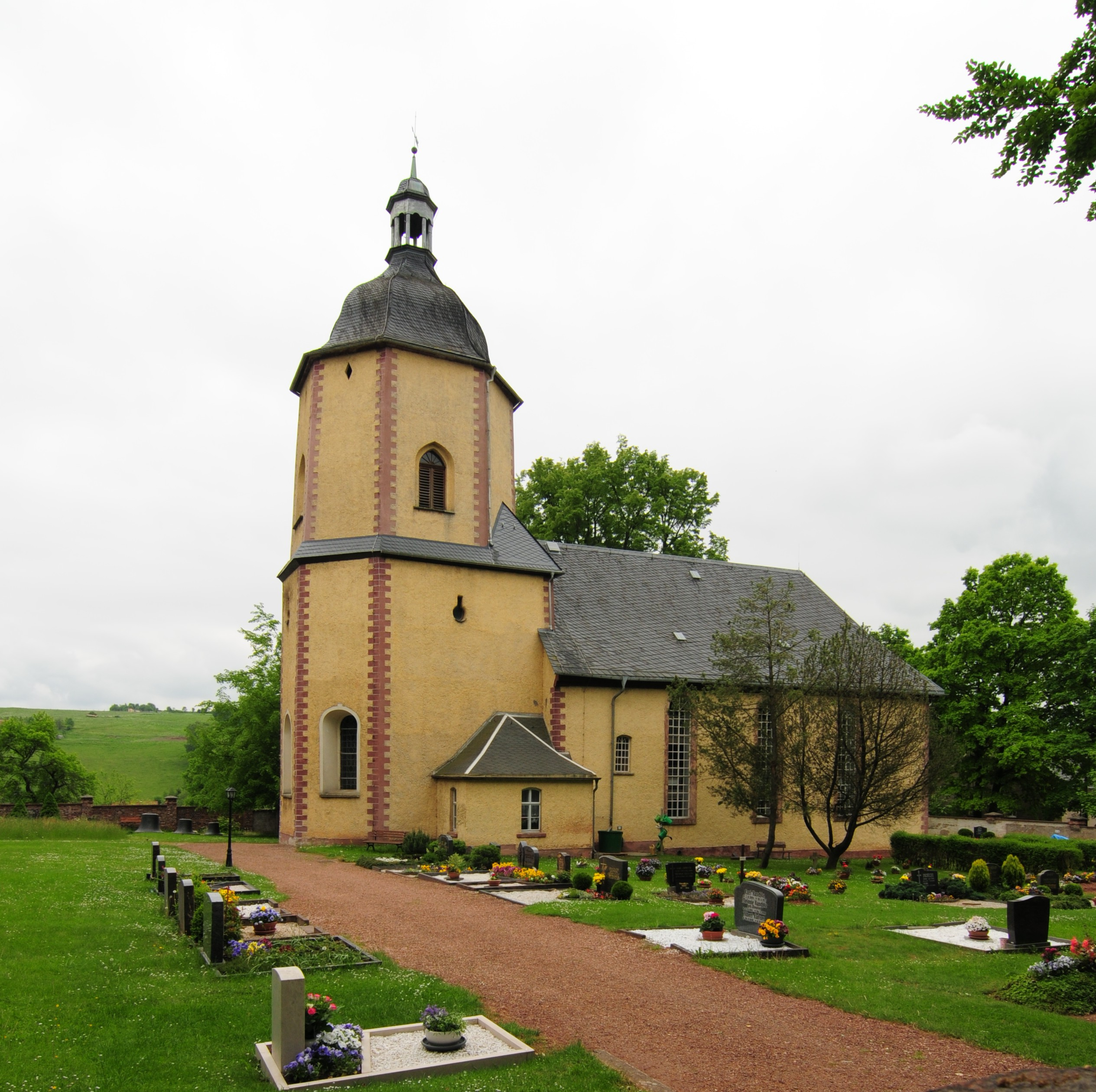
Kirche in Zschocken

Besonders sehenswert ist die Kirche zu Zschocken mit der restaurierten Decke und Wandmalereien aus dem Jahre 1619.

## Geläut
Das Geläut besteht aus drei Bronzeglocken, der Glockenstuhl wurde 2009 erneuert und ist aus Eichenholz gefertigt.
Im Folgenden eine Datenübersicht des Geläutes:
| Nr. | Gussdatum | Gießer                       | Durchmesser | Masse  | Schlagton |
| --- | --------- | ---------------------------- | ----------- | ------ | --------- |
| 1   | 2009      | Glockengießerei P. Grassmayr | 1014 mm     | 604 kg | g′        |
| 2   | 2009      | Glockengießerei P. Grassmayr | 856 mm      | 368 kg | b′        |
| 3   | 2009      | Glockengießerei P. Grassmayr | 708 mm      | 218 kg | d″        |